# Xanca grossa
La xanca grossa (Grallaria excelsa) és una espècie d'ocell de la família dels gral·làrids (Grallariidae).
Habita el terra de la selva pluvial de les muntanyes a l'oest i nord de Veneçuela.